# Рівненський зоопарк

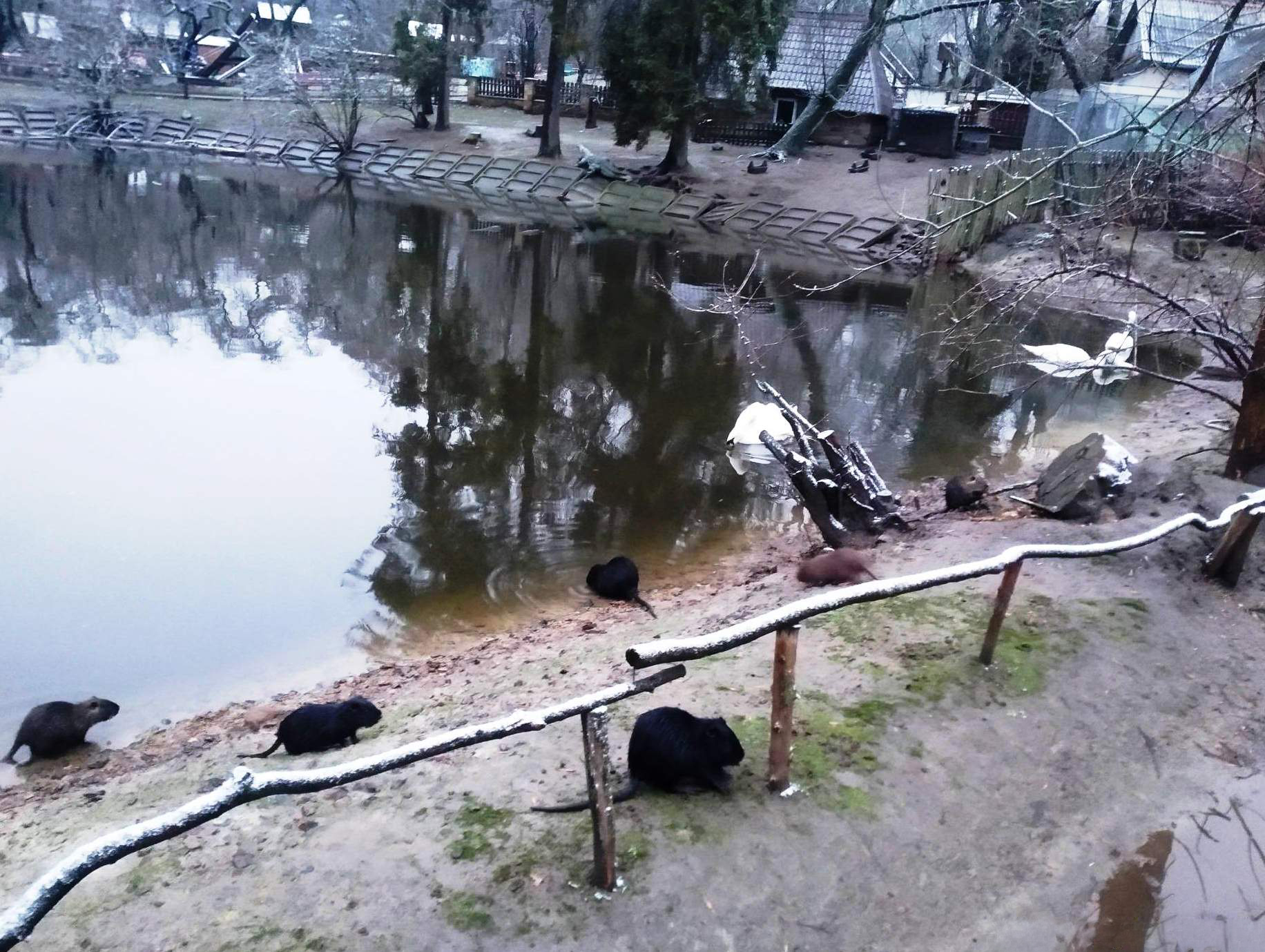
Нутрії в зоопарку міста Рівне.

Рі́вненський зоопа́рк — зоологічний парк загальнодержавного значення у місті Рівне. Утворений 1982 року. Площа — 13,5 гектара. Загалом у зоопарку живе 150 видів тварин (приблизно 500 екземплярів). У зоопарку демонструються 24 види тварин, занесених до міжнародної Червоної книги та Червоної книги України. Єдиний зоопарк в Україні, де можна побачити полярного вовка, привезеного з Чехії. Зоопарк тісно взаємодіє і з іншими зоопарками України, зокрема з Луцьким, Миколаївським та Одеським.
У серпні 2022 року 500 тисяч гривень на підтримку Рівненського зоопарку було виділено з міського бюджету. Кошти були призначені для непланових витрат у зв'язку з прийняттям великої кількості тварин з Харківського, Миколаївського та зоопарків інших міст.